# Nebenbedingung
Als Nebenbedingungen (lateinisch Restriktion, im Operations Research auch eingedeutscht verwendet) werden in verschiedenen Einzelwissenschaften solche Bedingungen bezeichnet, die sich von der eigentlichen Hauptbedingung unterscheiden, zusätzlich zu erfüllen sind und dabei die Hauptbedingung einschränken.

## Mathematik und Naturwissenschaften
In der Mathematik ist die Nebenbedingung eine Bedingung für die Variablen, welche die ursprüngliche Definitionsmenge einer Funktion auf eine geringere Menge verkleinern. Bei Funktionen mehrerer Variablen gibt es häufig Nebenbedingungen, welche die Extremwertsuche einschränken. Nebenbedingungen kommen bei Optimierungsproblemen vor, wo eine Zielfunktion minimiert oder maximiert werden soll. Die eigentliche Schwierigkeit stellen dann weitere Vorgaben in Form von Nebenbedingungen dar, die die zulässige Menge eines Optimierungsproblems festlegen. Diese können beispielsweise beim Problem des Handlungsreisenden, bei dem die kürzeste Route zwischen mehreren Städten zu finden ist, darin bestehen, dass bestimmte Städte in einem bestimmten Zeitfenster besucht werden müssen. Optimierungsprobleme mit differenzierbarer Zielfunktion, bei denen auch die Nebenbedingungen differenzierbare Funktionen sind, können mittels Lagrange-Multiplikatoren gelöst werden.
Bei differential-algebraischen Gleichungen werden Differentialgleichungen mit Gleichungen als Nebenbedingungen gekoppelt, in denen physikalische Eigenschaften modelliert werden.
In der Physik schränken Nebenbedingungen die Anzahl der Zustände, die ein System einnehmen kann, auf die realisierbaren Zustände des Systems ein, die diese Bedingungen erfüllen. Befindet sich beispielsweise in einem Behälter eine Trennwand, die den linken Teil vom rechten Teil abtrennt, so stellt diese Trennwand eine Nebenbedingung auf, wenn der linke Teil mit einem Gas gefüllt wird und der rechte leer bleibt. Die Trennwand beschränkt die realisierbaren Zustände des Gases auf den linken Teil des Behälters, solange sie nicht entfernt wird.
Eine Nebenbedingung kann eine Vorgabe beschreiben, die sich beispielsweise aus dem physikalischen Zusammenhang ergibt oder eine zusätzliche Vorgabe, durch die erst eine eindeutige Lösung des Problems möglich wird. Insbesondere bei physikalischen Problemen nennt man
- Nebenbedingungen, die am Anfang eines Ablaufs bestehen sollen, Anfangsbedingungen und
- Nebenbedingungen, die am Rand eines betrachteten Gebiets bestehen sollen, Randbedingungen.

## Wirtschaftswissenschaften
In den Wirtschaftswissenschaften spielen Nebenbedingungen bei Zielsystemen eine Rolle. Der Betriebswirt Edmund Heinen befasste sich 1966 mit den Zielsystemen in Unternehmen, worunter er mindestens zwei Unternehmensziele verstand, die in Zielbeziehungen zueinander stehen. Beinhaltet das Zielsystem eines Wirtschaftssubjektes (Unternehmen, Privathaushalte, Staat) mehrere gleichrangige Ziele, so ist es für die Entscheidungsfindung wesentlich, ob die Ziele zueinander im Verhältnis totaler oder partieller Komplementarität oder Konkurrenz stehen. Hauptziele können in mathematischen Entscheidungsmodellen als „begrenzte Ziele“ in Form von Nebenbedingungen angesetzt werden.
Nicht jede Nebenbedingung lässt sich als begrenztes Ziel interpretieren. Formal wirken sich Nebenbedingungen in der Weise aus, dass aus der Menge der Wertkombinationen für die einzelnen Aktionsparameter, also aus den möglichen Lösungen des Entscheidungsmodells, jene ausgesondert werden, die unzulässig sind. Wenn die angestrebte Zielerreichung begrenzt sein soll, handelt es sich um Nebenbedingungen, bei unbegrenzter  Zielerreichung erfüllt ein Ziel seine Funktion im engeren Sinne. Dies kann in einer Zielbeziehungsmatrix dargestellt werden.
Um Zielkonflikte zwischen mindestens zwei miteinander konkurrierenden Zielen zu vermeiden, sind diese Ziele in eine gegenseitige Rangordnung (Zielhierarchie) zu bringen, die aus einem Hauptziel und untergeordneten Nebenzielen (Nebenbedingungen) besteht. Dadurch müssen konkurrierende Ziele nicht mehr gleichrangig erfüllt werden, sondern zunächst ist das als Hauptziel eingestufte Ziel zu erfüllen. Die Nebenbedingungen schränken die Erfüllung des Hauptziels möglicherweise ein. In der Betriebswirtschaftslehre gelten die übrigen Ziele als Nebenbedingungen, die nicht mit Priorität zu erfüllen, aber zu beachten sind. Sie begrenzen die Erfüllung des Hauptziels; der Unternehmer plant nur den Maximalgewinn, der sich unter Beachtung der Nebenbedingungen ergibt. Ziel aller unternehmerischen Entscheidungen ist Heinz Kußmaul zufolge die langfristige Gewinnmaximierung unter Nebenbedingungen.
Arten sind
- monetäre Nebenbedingungen: Liquidität, Umsatzmaximierung, Kapitalerhaltung;
- nicht-monetäre Nebenbedingungen sind Reputation, Marktmacht.